# Parents (filme)
Parents (br: O Que Há Para Jantar?) é um filme americano de 1989 de terror e humor negro.

## Sinopse
Menino começa a suspeitar do comportamento e hábito alimentar estranhos dos pais, chegando à conclusão que esses praticam canibalismo.

## Elenco (pela ordem dos créditos)
- Randy Quaid como Nick Laemle
- Mary Beth Hurt como Lily Laemle
- Sandy Dennis como Millie Dew
- Bryan Madorsky como Michael Laemle
- London Juno como Sheila Zellner
- Deborah Rush como Mrs. Zellner
- Graham Jarvis como Mr. Zellner